# Música kurda
La música kurda (kurd: مۆسیقای کوردی, mûzîka kurdî) es refereix a la música en llengua kurda, és a dir la música del poble kurd, ara dispers en quatre estats —Turquia, l'Iran, l'Iraq i Síria. Malgrat l'absència d'un estat independent, aquest poble ha conservat una música específica, amb les seves varietats regionals. Malgrat l'existència d'una única llengua kurda, formes musicals s'han diversificat a causa de l'assentament de poblacions estrangeres dintre dels grans grups ètnics necessàriament influents (turcs o iranians).

## Història
Històricament, la música kurda és potser un descendent de la cultura dels hurrites, un antic poble de Mesopotàmia.
Tradicionalment, hi ha tres tipus d'intèrprets clàssics kurds: cantodors d'històries (kurd:چیرۆکبێژ, çîrokbêj), joglars (kurd:سترانبێژ, stranbêj) i bards (kurd: dengbêj). El seu repertori està constituït per cants, transmesos oralment, d'esdeveniments històrics o èpico-llegendaris. No hi havia música específica relacionada amb les corts principesques kurdes, i en canvi, la música que es realitza en les reunions nocturnes (kurd: شهڤبهێرک, şevbihêrk) es considera clàssica. Diverses formes musicals es troben en aquest gènere. Moltes cançons són èpiques en la natura, com els populars Lawik, que són balades heroiques que narren les històries d'herois kurds com Saladí. Heyran són balades d'amor que en general expressen la malenconia de la separació i l'amor incomplert. Lawje és una forma de música religiosa i Payizok són cançons realitzades específicament a la tardor. Cançons d'amor, música de ball, noces i d'altres cançons festives (kurd: دیلۆک / نارینک, dîlok / narînk y bend), de poesia eròtica i cançons de treball també són populars.
Un altre estil de cant es va originar com a pràctica per recitar himnes tant en la fe zoroastriana com al sufisme islàmic és el Siya Chemane. Aquest estil es practica principalment a la subregió muntanyosa d'Hawraman en el dialecte Hawrami. Tanmateix, alguns artistes moderns han adoptat l'estil i l'han mesclat amb altres músiques kurdes. Siya Chemane també es pot classificar com çîrokbêj perquè sovint s'usa per contar històries.
La forma de cançó més utilitzada té dos versos amb línies de deu síl·labes. Les cançons kurdes (kurdes : ستران / گۆڕانی, stran o goranî) es caracteritzen per les seves melodies simples, amb un rang de només quatre o cinc notes.
Entre els instruments musicals kurdes, existeix la tanbur, el saz o bağlama, el buzuki, l'ud, el duduk, el kaval, el cûzele, la zurna, el kamanche, el santur, el cümbüş, el tombak i el dohol.
La primera antologia de la música kurda es va publicar el 1986 en forma de 8 cassets de Yekta Uzunoglu a Bonn.

## Estudis acadèmics de música kurda
L'estudi inicial de la música kurda va ser realitzat pel sacerdot armeni, Vartapet Komitàs, el 1904. El primer centre acadèmic de música kurda va ser fundat a Erevan, nomenat l'Escola de Música de Malikian, que va investigar el vell Dengbêj. L'acadèmic kurd Cemîlê Celîl va publicar dues col·leccions de cançons populars kurdes el 1964 i el 1965. A l'Iraq, es va fundar un centre d'estudi de música kurda el 1958. Un estudi acadèmic de la música, dansa i instruments musicals kurd a Hakkari va ser publicat pel Dr. D. Christensen el 1963. La música dels jueus kurds també va ser estudiada als anys 70 i publicada pel Jewish Music Research Center a Jerusalem.